# Marea Moschee din Constanța
Marea Moschee din Constanța, cunoscută și drept Moscheea Carol, este un lăcaș de cult musulman din Constanța, monument de arhitectură, construit între anii 1910 și 1913. Se găsește pe Str. Arhiepiscopiei nr. 5 (Piața Ovidiu). Este monument istoric, având Cod:LMI:CT-II-m-A-02796. Este unul dintre principalele obiective turistice din oraș.

## Istoric
Construcția a fost începută în anul 1910, din inițiativa regelui Carol I, în semn de omagiu pentru comunitatea musulmană din orașul Constanța. Lucrările s-au încheiat în 1913. Inaugurarea a avut loc pe data de 31 mai 1913 în prezența familiei regale și a reprezentaților cultului musulman în România.. Inițial s-a numit Moscheea Carol I, ulterior a fost redenumită Moscheea Mahmud al II-lea.
Totuși, în prezent, credincioșii musulmani o numesc "Kral camisi" sau "Geamia Regelui".

## Arhitectură
Construcția a fost realizată după planurile ing. Gogu Constantinescu, sub îndrumarea arhitectului Victor Ștefănescu, luând ca model Moscheea Konya din Anatolia, Turcia. Construcția este din piatră și cărămidă, exceptând cupola și minaretul care sunt din beton armat. Portalul principal este din piatră de Dobrogea, iar ușa de marmură neagră cu incrustații de bronz. Coloanele interioare sunt din marmură de Câmpulung (Mateiaș). Construcția a fost realizată în stil egipteano-bizantin, cu unele motive arhitecturale românești. Este prima clădire cu elemente de beton armat construită în România. Moscheea se ridică pe locul fostei Geamii Mahmudia din 1822. Minaretul, construit în stil maur, are înălțimea de 47 metri, iar scara interioară numără 140 de trepte până la locașul muezinului, de unde în trecut se anunța ora de rugăciune. Sala centrală a moscheii este o încăpere pătrată, cu latura de 14 metri.

## Detalii de interior
Moscheea are o frumoasă pictură murală interioară. În interior adăpostește un faimos covor oriental, primit ca donație din partea Turciei. Acesta provine din insula Ada Kaleh și are o vechime de peste 200 de ani. Covorul impresionează prin mărimea sa (9 m x 16 m, în total 144 m²) și prin greutatea sa de peste 490 kg. Acest masiv covor, lucrat de mână în renumitul centru de artizanat Hereke, din Turcia, a fost proprietatea sultanului Abdul Hamid.

## Imagini

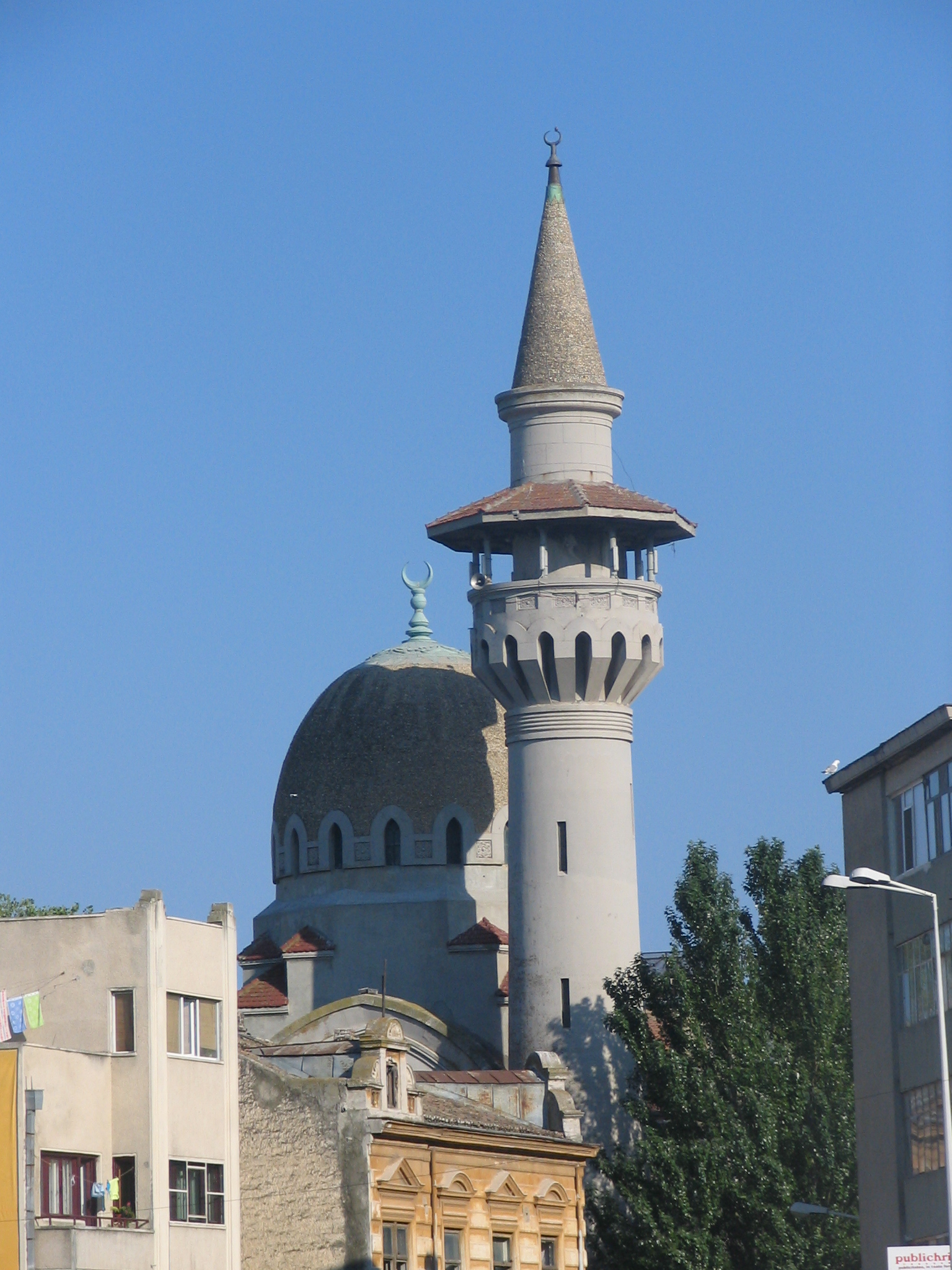
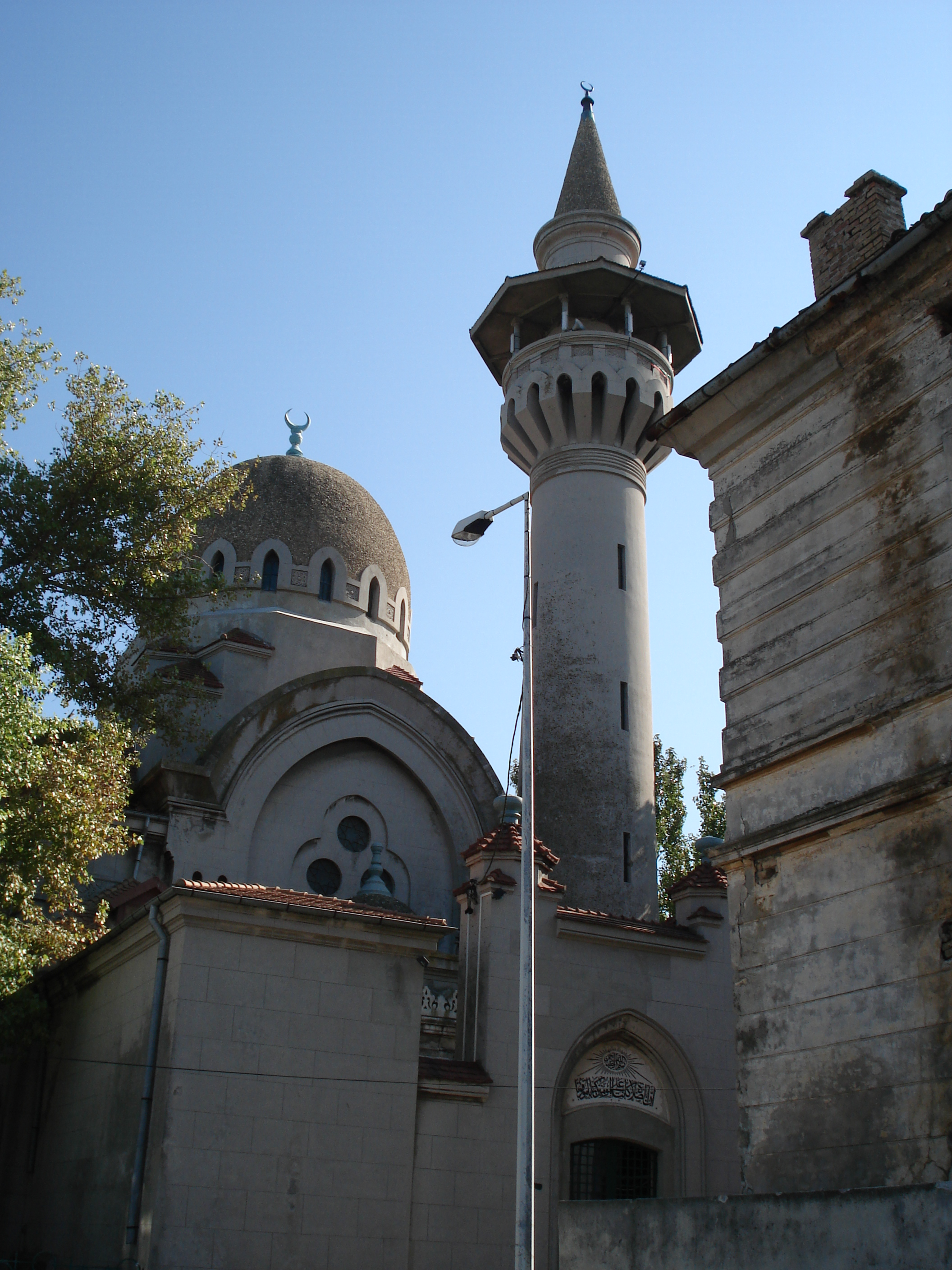
]
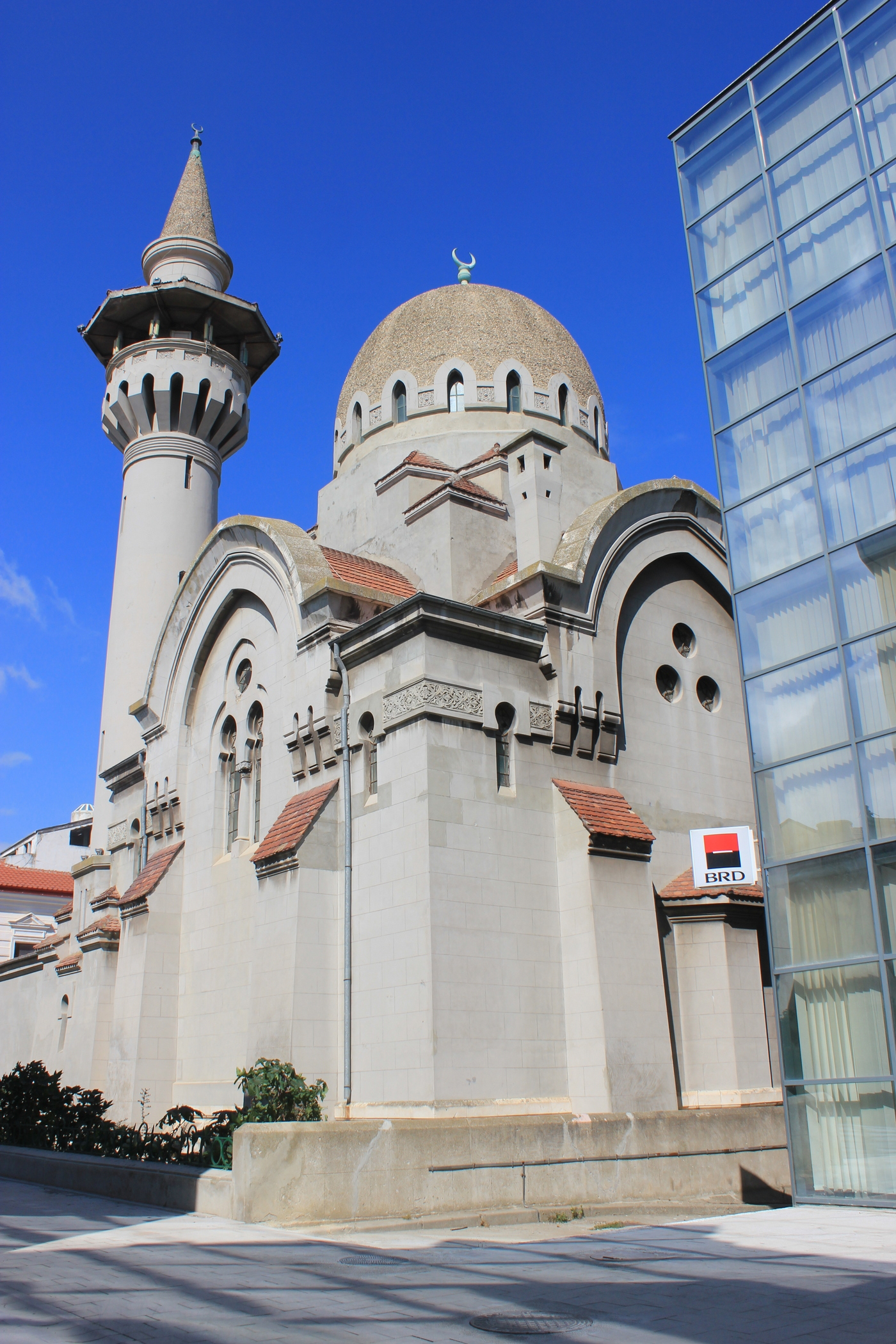
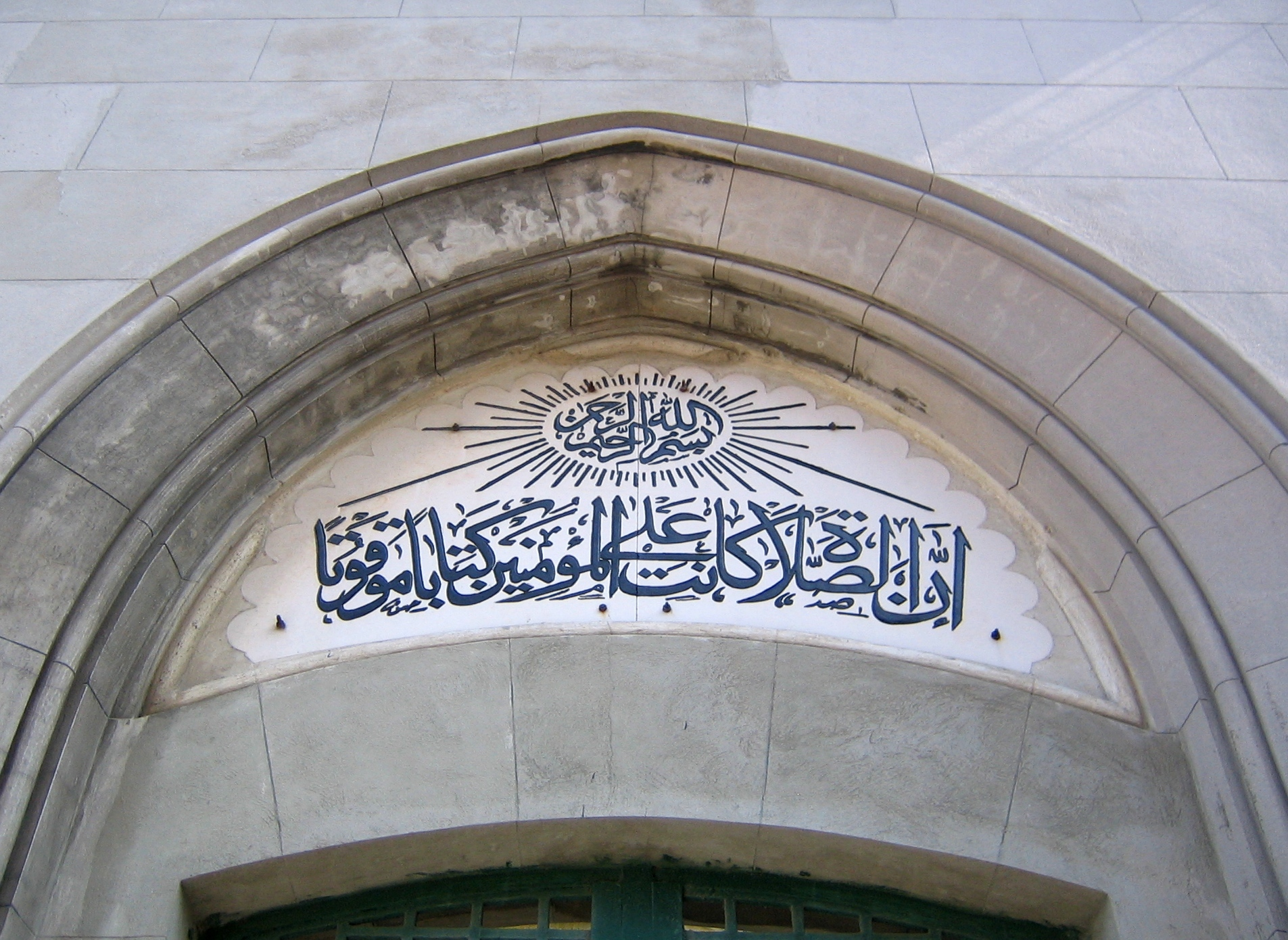
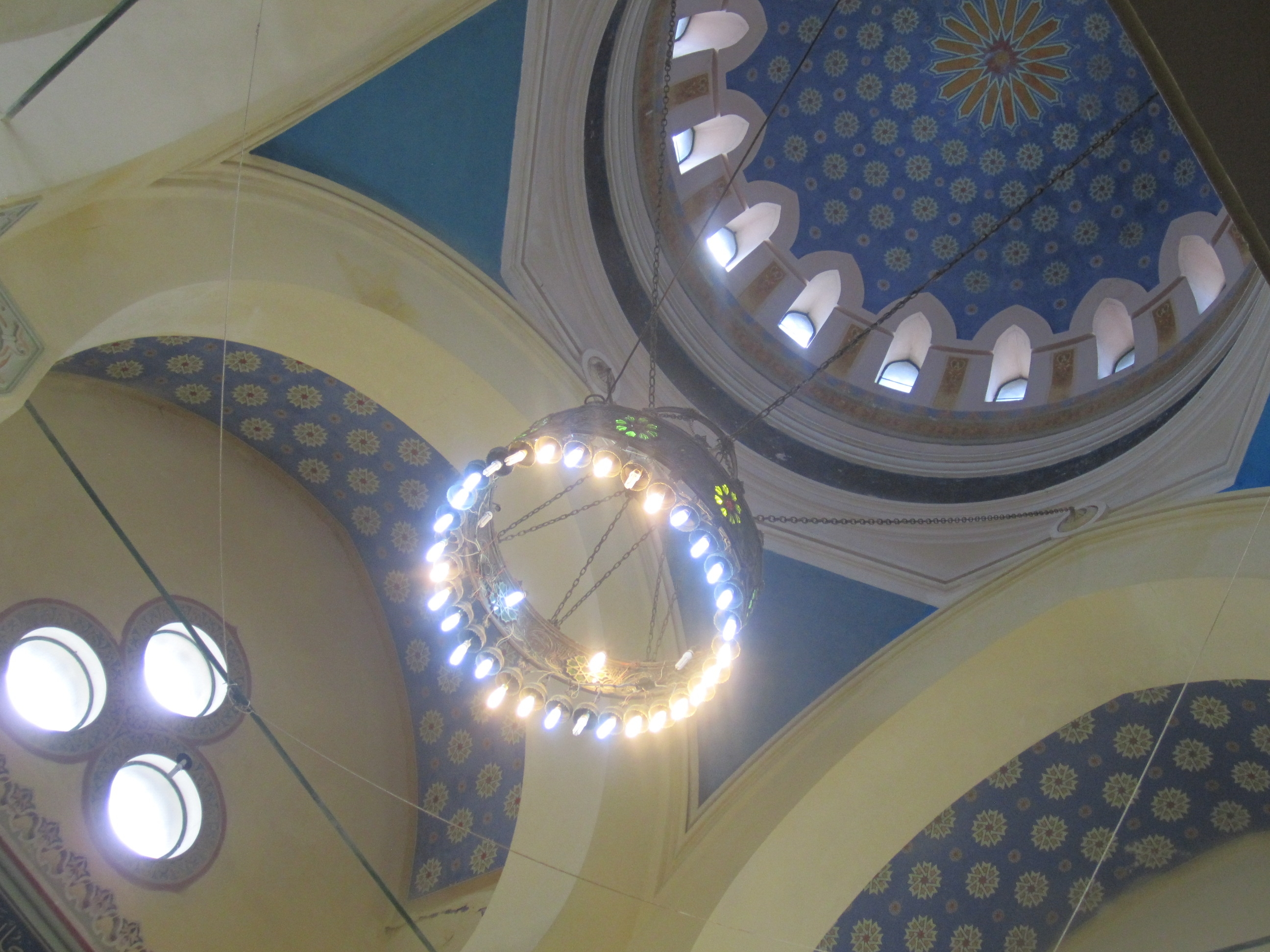

- The Mihrab [Niche,Cubicle] of the mosque which indicates the direction of prayer towards Makkah. From that place the imam conducts the prayer. Around it, on the frame we see arabic inscriptions taken from different chapters of the Holy Quran representing the 99 Divine Attributes of God[ALLAH] which describes Him: the Merciful,the Compassionate, the Absolute, the First, the Last, the Forgiver,the Creator, The Unique and so on until 99. Those Attributes are important for muslims because there is a Hadith that says: whoever knows the 99 Attributes of God and meditates about them, God will give him Paradise.      --> On the top of the Mihram we see a verse from the 3rd chapter of the Quran ,chapter Imran, verse 37 which contains the word "mihrab" and talks about Maryam[virgin Mary] and a miracle happened to her when she was in the mihrab[sanctuary]